# Cantone di Templeuve
Il Cantone di Templeuve è una divisione amministrativa dell'Arrondissement di Lilla.
È stato costituito a seguito della riforma approvata con decreto del 17 febbraio 2014, che ha avuto attuazione dopo le elezioni dipartimentali del 2015.

## Composizione
Comprende i 32 comuni di:
- Anstaing
- Attiches
- Avelin
- Bachy
- Baisieux
- Bersée
- Bourghelles
- Bouvines
- Camphin-en-Pévèle
- Cappelle-en-Pévèle
- Chéreng
- Cobrieux
- Cysoing
- Ennevelin
- Fretin
- Genech
- Gruson
- Lesquin
- Louvil
- Mérignies
- Moncheaux
- Mons-en-Pévèle
- Mouchin
- La Neuville
- Péronne-en-Mélantois
- Pont-à-Marcq
- Sainghin-en-Mélantois
- Templeuve
- Thumeries
- Tourmignies
- Tressin
- Wannehain